# Dasygaster melambaphes
Dasygaster melambaphes là một loài bướm đêm trong họ Noctuidae.